# Oskar von Sanden

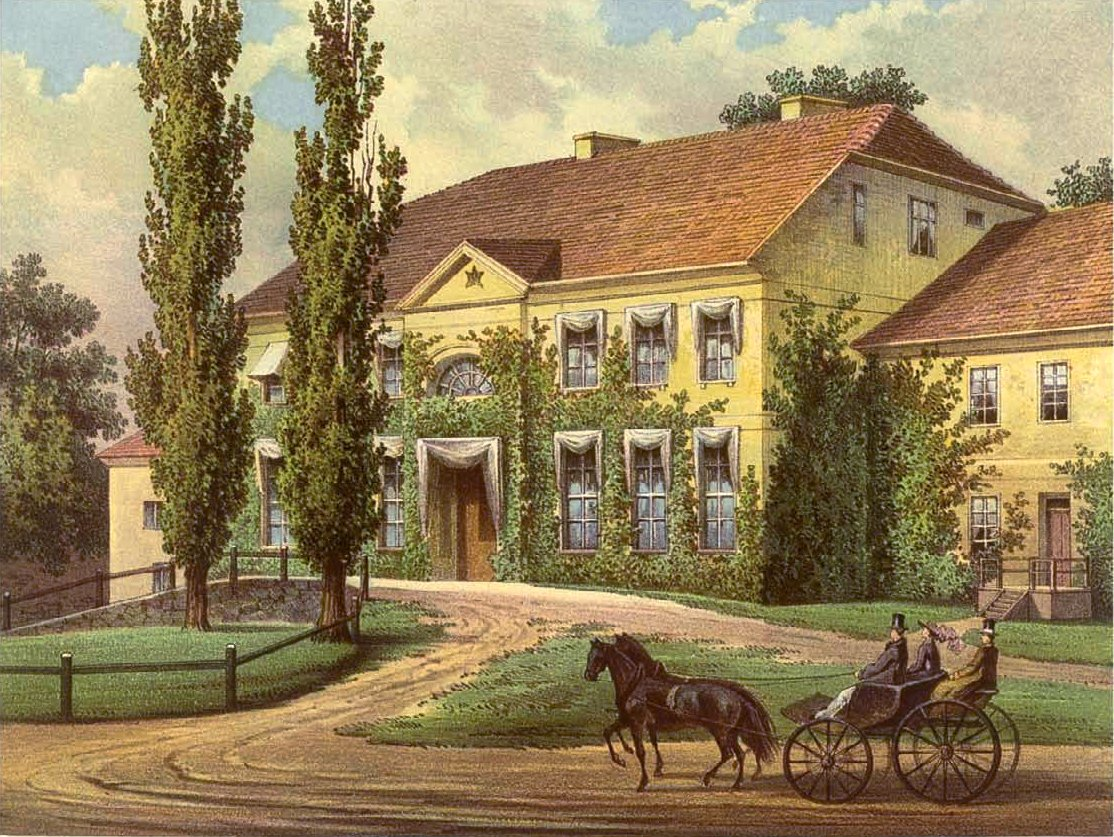
Gut Tussainen (Sammlung Duncker)

Oskar Freiherr von Sanden (* 31. August 1811 in Tussainen, Kreis Ragnit, Preußisch Litauen; † 19. Juni 1874 auf Gut Hagelsberg, Kreis Ragnit) war ein deutscher Gutsbesitzer und Verwaltungsjurist im Königreich Preußen.

## Leben
Burchard besuchte die Königliche Litthauische Provinzialschule in Tilsit. Ab 1832 studierte er an der Albertus-Universität Königsberg Rechtswissenschaft. Im Wintersemester 1833/34 wurde er im Corps Littuania aktiv. Er trat nach dem Studium in den preußischen Staatsdienst und fand zunächst Verwendung an den Appellationsgerichten in Königsberg und Köslin und am Kreisgericht Tilsit, danach bei der Regierung in Gumbinnen. Als Kreisdeputierter wurde er am 1. März 1842 kommissarisch zum Landrat im Kreis Ragnit bestellt. Als Gerichtsreferendar am Oberlandesgericht Königsberg erhielt er die endgültige Ernennung am 1. Februar 1843. Er blieb 31 Jahre im Amt. Sanden saß als Abgeordneter des Wahlkreises Gumbinnen 2 (Ragnit Pillkallen) in der 2. Legislaturperiode von 1849 bis zu seiner Mandatsniederlegung am 28. Dezember 1851 und in der 10. Legislaturperiode von 1867 bis 1870 im Preußischen Abgeordnetenhaus. Während seiner ersten Parlamentszugehörigkeit gehörte er der Fraktion der Linken an, während seiner 2. Parlamentszugehörigkeit der Fraktion der Konservativen Partei.
Er besaß das Gut Hagelsberg im Kreis Ragnit. Am 22. November 1843 hatte er in Tilsit Klara Marie Molly Nernst (1822–1901) geheiratet. Von den vier Kindern wurden nur die drei Töchter erwachsen. Der ostpreußische Rittergutsbesitzer und Parlamentarier Kurt von Sanden war sein Neffe.